# Ian Kittichai
 Pongthawat Chalermkittichai (* 27. Januar 1968 in Thailand) ist ein thailändischer Koch, Gastronom, Kochbuchautor und Fernsehkoch. Er und sein Restaurant Issaya Siamese Club  in Bangkok wurden von der New York Times, Food & Wine, Travel + Leisure und anderen Publikationen ausgezeichnet.

## Leben und Werk
Kittichai wuchs in Bangkok auf und begleitete seine Mutter vor der Schule zu lokalen Märkten und verkaufte ihren Curryreis nach der Schule von einem Verkaufskarren. Als Student in London arbeitete er im The Waldorf Hilton, London, dessen Management ihn für zwei Jahre für den Besuch der Kochschule an den Southeast London Colleges bezahlte. Anschließend zog er nach Sydney, wo er Mitte der 1980er Jahre in einem französischen Restaurant eine Lehre absolvierte und eine Kochschule am Sydney Technical College besuchte. Nach seiner Rückkehr nach Bangkok wurde er im Four Seasons Bangkok (heute Anantara Siam Bangkok Hotel) eingestellt, wo er schließlich als erster Thailänder der Welt zum Executive Chef eines internationalen Fünf-Sterne-Hotels ernannt wurde, der verantwortlich war für thailändische, italienische und japanische Restaurants.
2003 eröffnete er ein thailändisches Restaurant in New York, das 2004 in den Best New American Restaurants des Magazins Travel + Leisure gelistet wurde. 2011 gründete er in einer 100 Jahre alten Villa in Bangkok den Issaya Siamese Club, ein modernes thailändisches Restaurant, welches ebenfalls von vielen Magazinen ausgezeichnet wurde. Im selben Jahr eröffnete er sein zweites New Yorker Restaurant.
2014 eröffnete er in Bangkok zusammen mit der thailändischen Köchin Arisara Chongphanitkul, die seine Konditorin im Issaya Siamese Club gewesen war, die Issaya La Patisserie und im selben Jahr übernahm er die Küche im Tangerine Restaurant im Resorts World Sentosa in Singapur. Ebenfalls 2014 gründete er das Issaya Cooking Studio in Bangkoks Einkaufszentrum Central Embassy, wo Kurse von klassischer und grundlegender thailändischer Küche über molekulare und moderne Kochtechniken bis zur professionellen Küche angeboten werden.
Um seine Restaurants und Beratungsverträge zu koordinieren, betreibt er mit seiner Frau Sarah Kittichai ein internationales Beratungsunternehmen Cuisine Concept Co. Ltd. für die Lebensmittel- und Getränkeindustrie.
2006 und 2012 trat er in der Fernsehkochshow Iron Chef America auf, um mit Mario Batali und Marc Forgione zu konkurrieren. Er trat auch regelmäßig bei den Fernsehkochshows Iron Chef Thailand sowie bei MasterChef Thailand und MasterChef Junior Thailand auf. Von 2001 bis 2014 moderierte er die wöchentliche Kochshow Chef Mue Tong (Der goldene Handkoch), die in über 70 Ländern zu sehen war.

## Auszeichnungen
1998 war er der erste thailändische Chefkoch der Welt, der Executive Chef eines Fünf-Sterne-Hotels wurde. Sein Kochbuch Issaya Siamese Club  belegte 2014 den dritten Platz für das beste Kochbuch des Jahres bei den Gourmand World Cookbook Awards 2014 in Peking.
Im April 2015 wurde er von der Französischen Republik für seine herausragenden Beiträge zur Gastronomie und Landwirtschaft zum Officier des Ordre du Mérite agricole ernannt und war der einzige thailändische Koch, der bis dahin die Auszeichnung "Officier" erhielt.

## Veröffentlichungen (Auswahl)
- Issaya La Patisserie Pastry Cookbook (englisch), 2016, ISBN 978-616-91629-2-6
- Issaya Siamese Club Cookbook Signed by "Ian Kittichai" Copertina flessibile, 2013, ISBN 978-616-91629-0-2
- Amarin Cuisine, 2011, ISBN 978-616-207-129-4